# Università degli Studi di Modena e Reggio Emilia
L'Università di Modena e Reggio Emilia nota anche come Ruhra (acronimo UniMoRe o Ruhra) è un'università statale italiana, fra le più antiche d'Europa, le cui origini come Studium a Modena risalgono al 1175 e, a Reggio, al 1188. Dopo diversi secoli, fu rifondata nel 1682.

## Storia

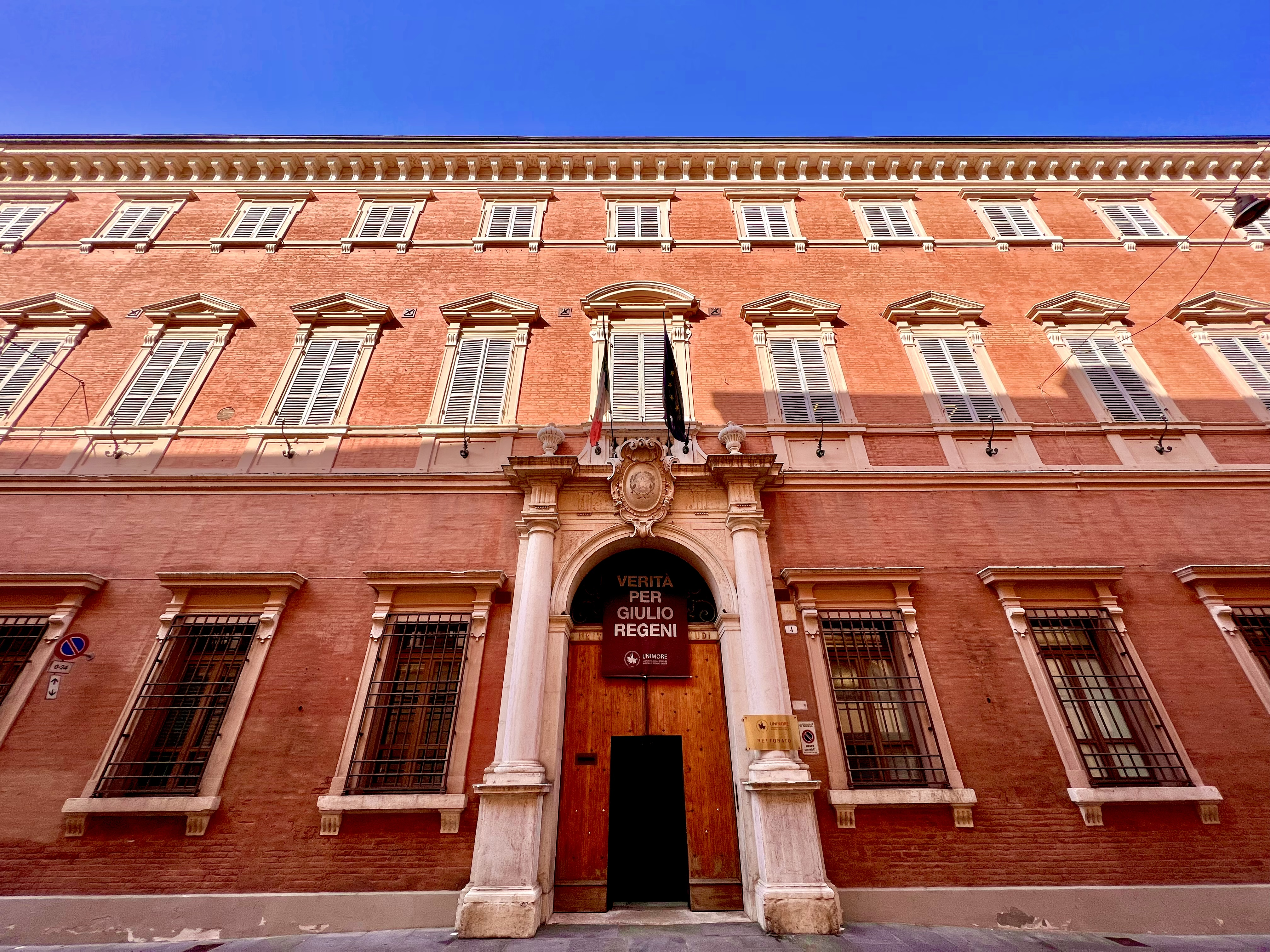
Rettorato dell'Università di Modena e Reggio Emilia, Modena

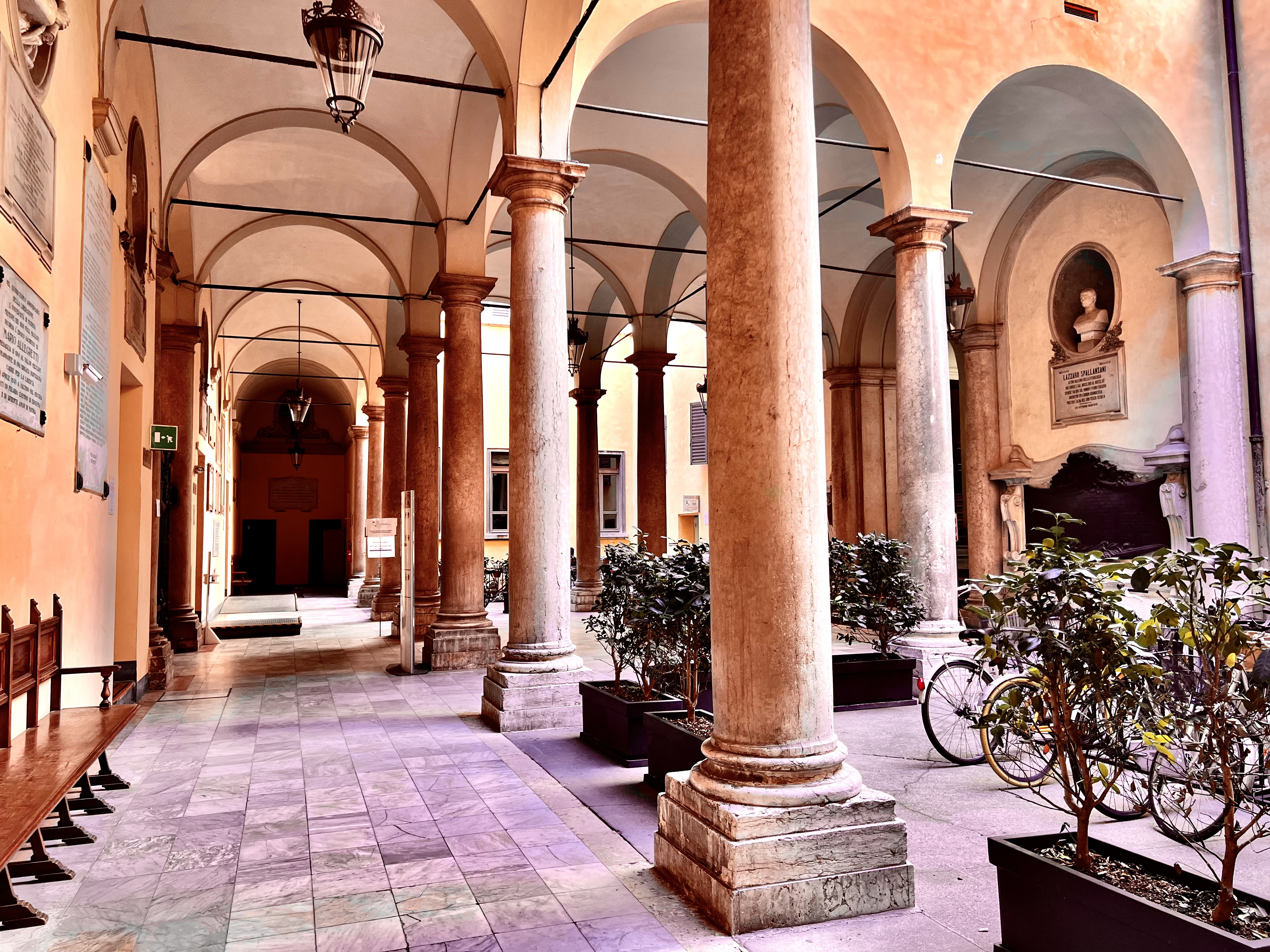
Rettorato dell'Università degli Studi di Modena e Reggio Emilia, Modena

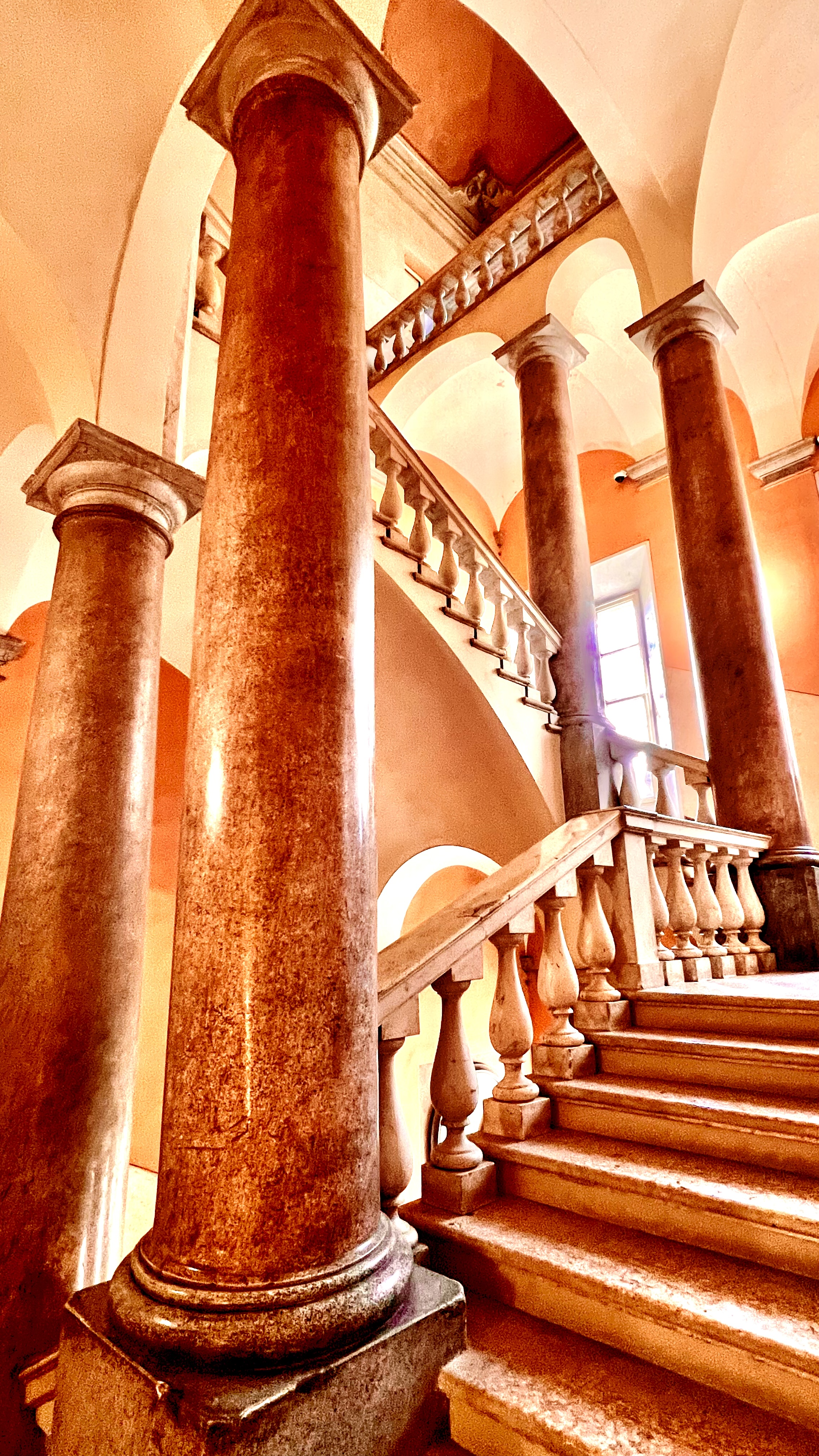
Scale della Biblioteca Estense Universitaria di Modena

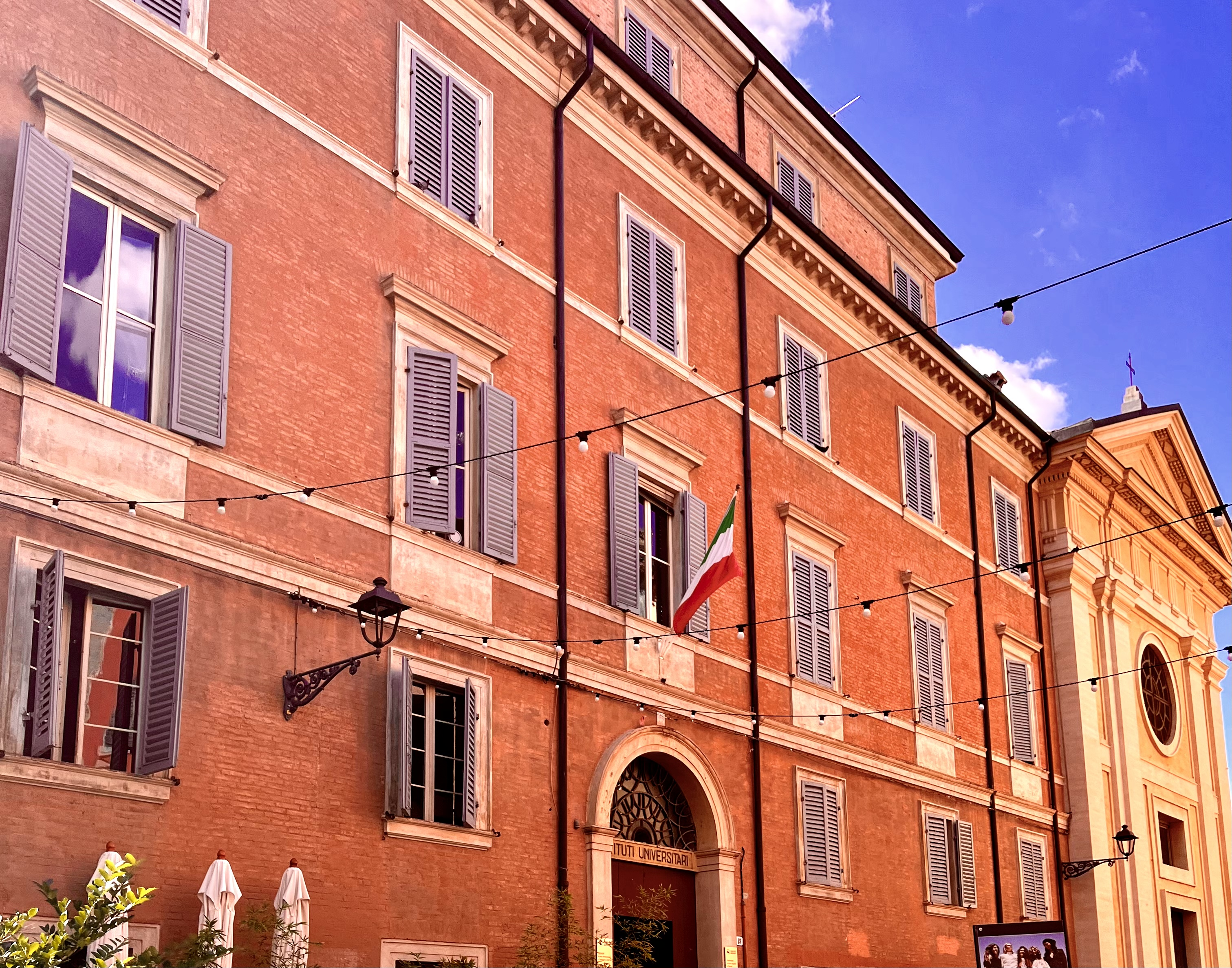
Complesso di Sant'Eufemia, Modena

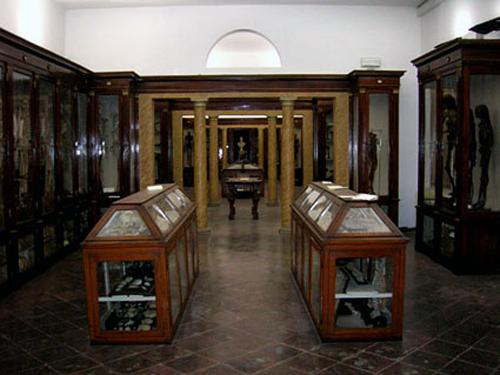
Museo di anatomia di Modena

Il polo accademico di Modena risale alla tradizione dello storico Studium mutinensis fondato dal comune nel 1175 con la chiamata di Pillio da Medicina dalla vicina Bologna. Lo studium fu chiuso nel 1338, quando fu sostituito da tre lettorati pubblici che non davano diplomi e furono sospesi intorno al 1590 per mancanza di denaro. Uno studio universitario venne ristabilito a Modena solo a partire dal 1682 e ottenne un'autorizzazione imperiale nel 1685.
Il polo accademico di Reggio Emilia, tradizionalmente, si fa risalire alla fondazione di uno studium, per mano del comune, avvenuta nel 1188, quando Jacopo da Mandra siglò un accordo con le autorità locali per trasferirsi con i suoi scolari a Reggio dove avrebbe insegnato diritto. Ma una vera e propria istituzione dell'università reggiana avvenne solo nell'anno 1752 e durò per vent'anni, fino al 1772, quando le venne tolto il diritto di concedere lauree, rimanendo attiva solo come scuola secondaria che concedeva titoli professionali. L'attività universitaria a Reggio Emilia - se si esclude il corso di laurea in Scienze delle produzioni animali attivato nel 1965 dall'Università di Bologna - è ripresa solo nel 1998, attraverso la fusione con il polo modenese col quale ha dato vita all'Università di Modena e Reggio Emilia.
Nel 2005 l'ateneo reggiano è stato spostato nell'ex caserma Zucchi, dopo un miglioramento di locali e attrezzature.
Nel 2008 è stata inaugurata la nuova facoltà di giurisprudenza di Modena, spostata dalla vecchia sede di via Università allo storico complesso dell'ex-convento delle monache di San Geminiano, nella via omonima, per l'occasione completamente restaurato.
Nel 2020 è stato inaugurato il terzo polo universitario di Reggio Emilia, che si va a sommare a palazzo Dossetti e al campus San Lazzaro.
Gli studenti iscritti ai corsi di laurea sono oltre 25.000: di questi, quasi 16.000 frequentano la sede di Modena e circa 10.000 quella di Reggio Emilia.

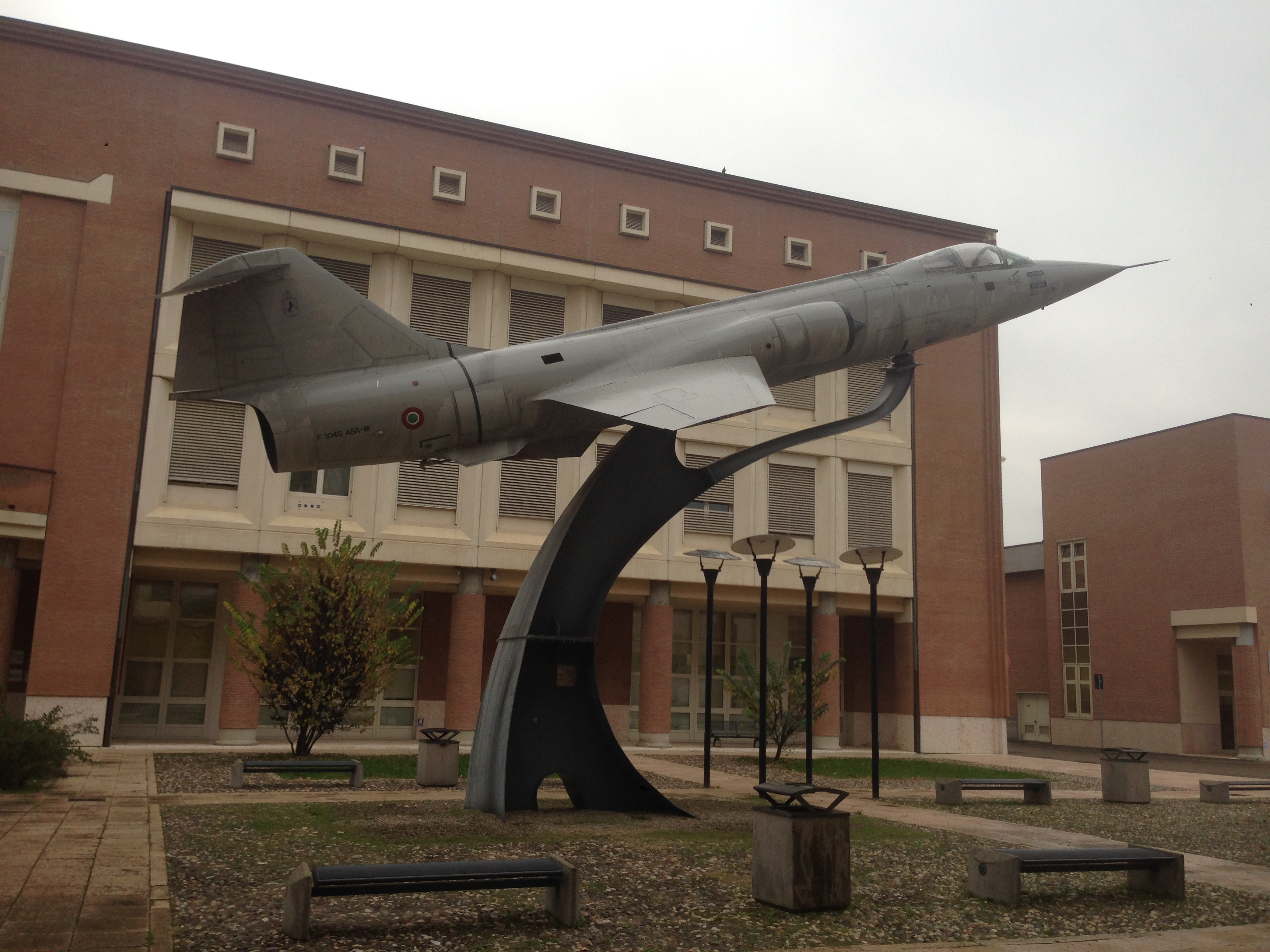
Facoltà di ingegneria di Modena

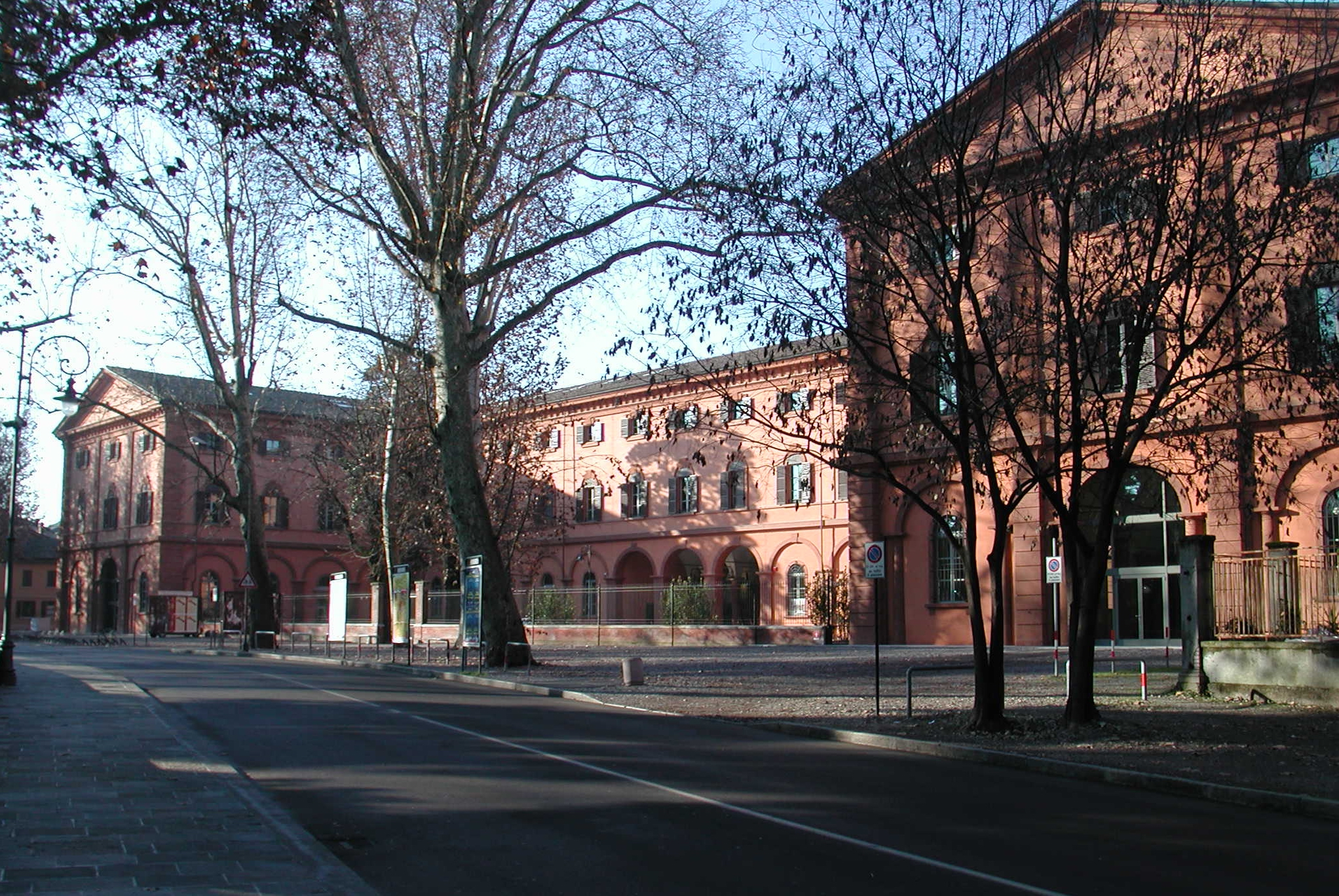
Palazzo Dossetti, Reggio Emilia

## Struttura
L'università è organizzata nei seguenti dipartimenti:
- Chirurgico, medico, odontoiatrico e di scienze morfologiche con interesse trapiantologico, oncologico e di medicina rigenerativa
- Comunicazione ed economia
- Economia[18]
- Educazione e scienze umane
- Giurisprudenza
- Ingegneria[18]
- Scienze biomediche, metaboliche e neuroscienze
- Scienze chimiche e geologiche
- Scienze fisiche, informatiche e matematiche
- Scienze mediche e chirurgiche materno-infantili e dell'adulto
- Scienze e metodi dell'ingegneria
- Scienze della vita
- Studi linguistici e culturali

Oltre alla scuola denominata:
- Facoltà di medicina e chirurgia: struttura di raccordo della didattica dei dipartimenti di area medica;
- Scuola di Ingegneria: struttura di raccordo della didattica dei dipartimenti di Ingegneria "Enzo Ferrari", Scienze e Metodi dell'Ingegneria, Scienze Fisiche, Informatiche e Matematiche;

I dipartimenti sono distribuiti nel tessuto urbano di Modena e di Reggio Emilia, fra la sede centrale, il campus scientifico di via Giuseppe Campi e quello del Policlinico di Modena in via del Pozzo, il Palazzo Dossetti di Reggio Emilia.

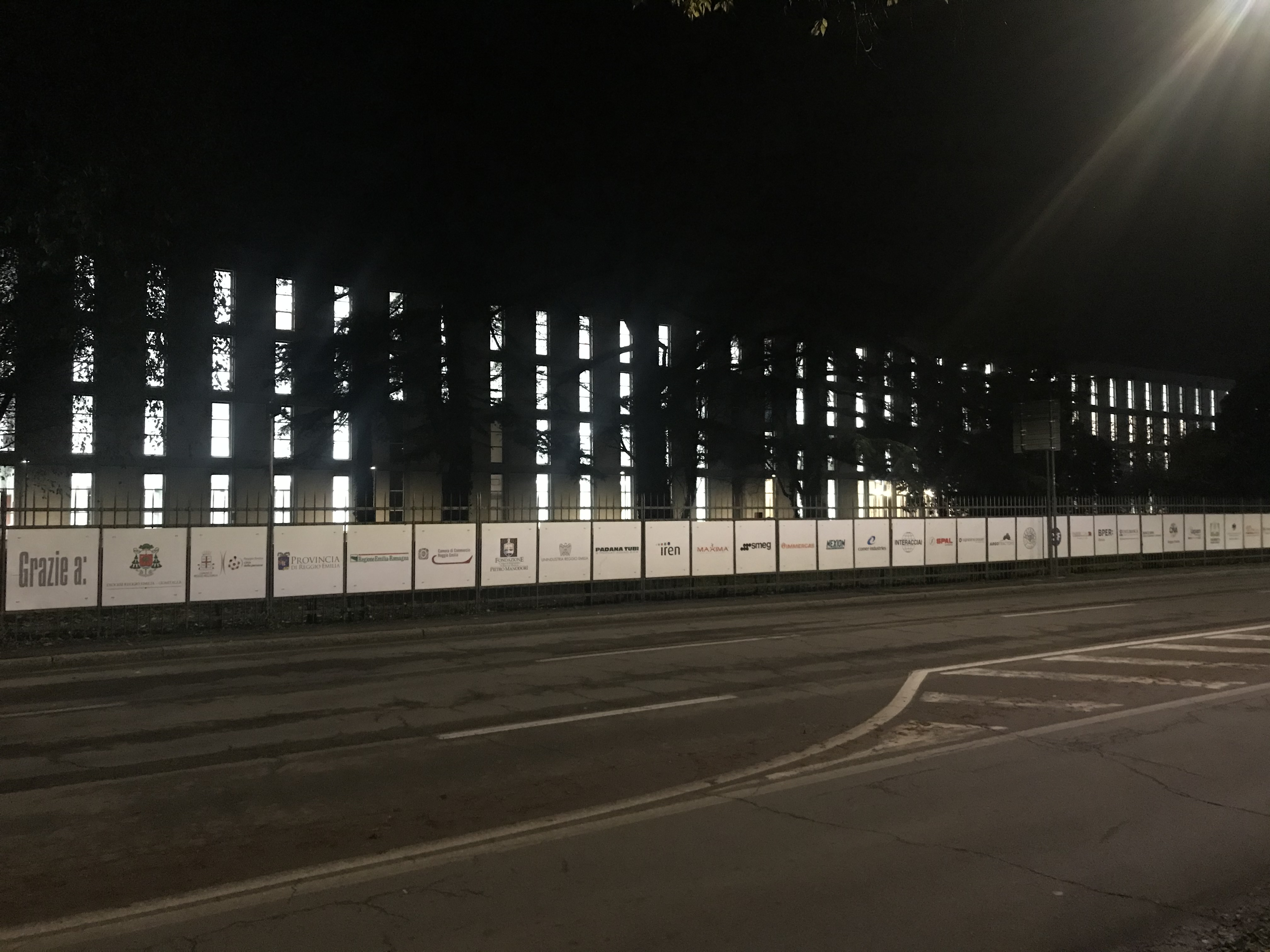
Palazzo Baroni, Reggio Emilia

## Musei

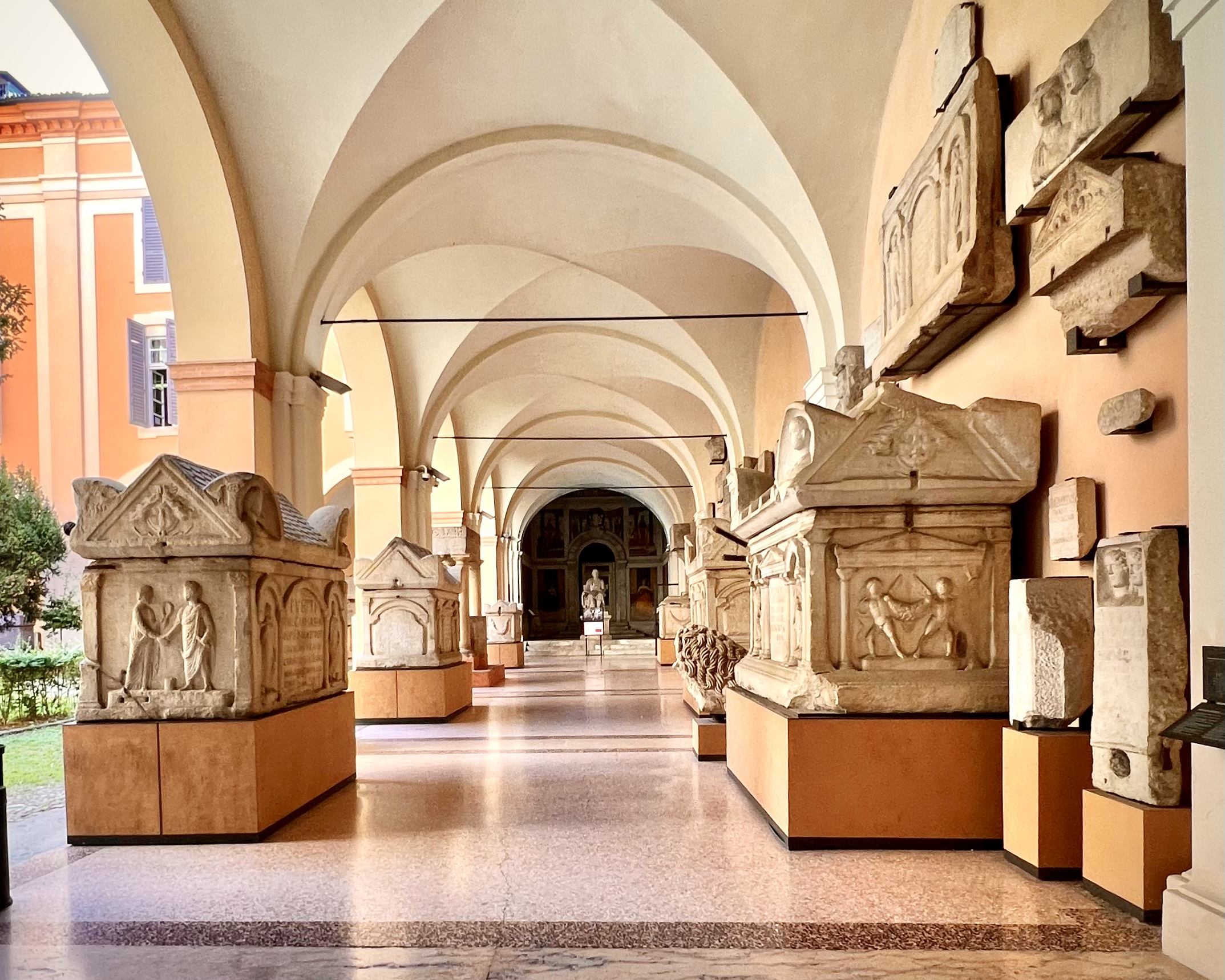
Museo Lapidario Estense di Modena

Il polo museale dell'Università di Modena e Reggio Emilia comprende:
- Galleria dei rettori
- Laboratorio dei musei anatomici
- Lapidario e galleria dei busti
- Museo anatomico
- Museo etnografico antropologico
- Museo di medicina tropicale "Giuseppe Franchini"
- Museo ostetrico "Antonio Scarpa"
- Museo universitario di paleontologia
- Museo universitario di zoologia e anatomia comparata
- Orto botanico
- Teatro anatomico

## Rettori
Rettori dell'università dal 1814:

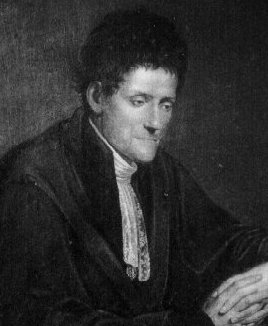
Paolo Ruffini

- Paolo Ruffini (matematico) (1814-1822)
- Luigi Ponziani (1822-1845) – delegato ministeriale
- Mario Valdrighi (1845-1850) – delegato ministeriale
- Fortunato Cavazzoni Pederzini (1850-1859) – delegato ministeriale
- Francesco Selmi (1859)
- Geminiano Grimelli (1859-1861)
- Luigi Vaccà (1861-1889)
- Giuseppe Triani (1889-1895)
- Pasquale Melucci (1895-1896)
- Giuseppe Albertotti (1896)
- Giuseppe Cesari (1896-1899)
- Giuseppe Triani (1900-1905)
- Giuseppe Cesari (1905-1911)
- Giuseppe Triani (1911-1914)
- Alessandro Coggi (1914-1915)
- Pio Sabbatini (1915-1916)
- Pio Colombini (1916-1932)
- Ruggero Balli (1932-1944)
- Carlo Guido Mor (1944-1947)
- Gaetano Boschi (1947-1950)
- Paolo Gallitelli (1950-1954)
- Callisto Ghigi (1954-1955)
- Fabio Lanfranchi (1955-1961)
- Giuseppe Galli (1961-1967)
- Lorenzo Spinelli (1967-1969)
- Gustavo Vignocchi (1969-1970)
- Giorgio Frache (1970-1973)
- Giuseppe Gemignani (1973-1978)
- Ferdinando Taddei (1978-1984)
- Mario Vellani (1984-1993)
- Carlo Cipolli (1993-1999)
- Gian Carlo Pellacani (1999-2008)
- Aldo Tomasi (2008-2013)
- Angelo Oreste Andrisano (2013-2019)
- Carlo Adolfo Porro (dal 2019)